# 古斯
古斯（法語：Gousse，法語發音：[ɡus]）是法国朗德省的一个市镇，属于达克斯区。

## 地理
古斯（43°46'22"N, 0°53'48"W）面积4.09 平方千米，位于法国新阿基坦大区朗德省，该省份为法国西南部沿海省份，是法國本土面积第二大的省，北起吉倫特省，西临大西洋，南至大西洋比利牛斯省，东临热尔省，东北与洛特-加龍省接壤。
与古斯接壤的市镇（或旧市镇、城区）包括：卢埃尔、阿杜尔河畔蓬通克斯、普雷沙克莱班、圣让德利耶。

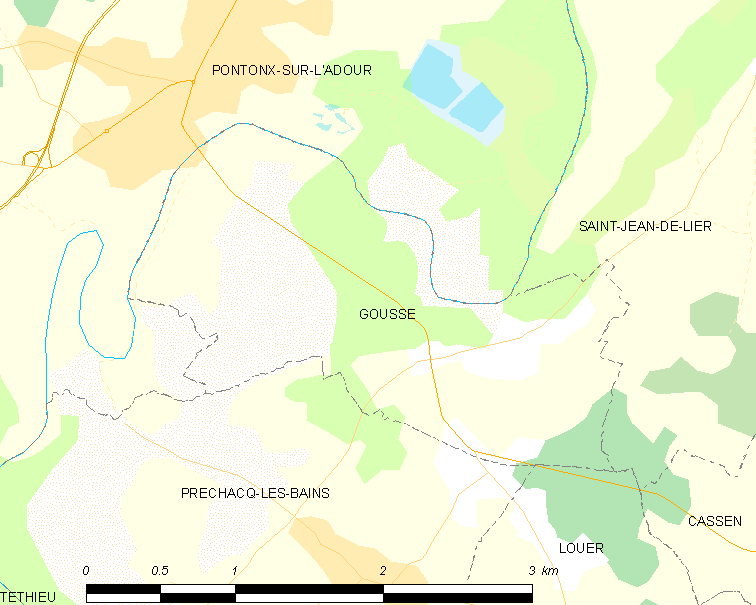
古斯的OSM定位图

古斯的时区为UTC+01:00、UTC+02:00（夏令时）。

## 行政
古斯的邮政编码为40465，INSEE市镇编码为40115。

## 政治
古斯所属的省级选区为沙洛斯山坡县。

## 人口

1962-2008年间古斯人口变化图示

古斯于2022年1月1日时的人口数量为276人。